# Michael Wittwer
Michael Wittwer (* 18. Februar 1967 in Dietlingen) ist ein ehemaliger deutscher Fußballspieler und jetziger Fußballtrainer.

## Karriere

### Aktiver
Wittwer begann seine Profikarriere 1987 in der Fußball-Bundesliga beim Karlsruher SC und blieb dem Verein zwölf Spielzeiten lang treu. Seinen ersten Bundesligaeinsatz hatte er bei der 2:3-Heimniederlage gegen Bayer 04 Leverkusen am 27. Mai 1989. Nachdem er in seinen ersten drei Jahren bei Karlsruhe nur drei Ligaspiele absolviert hatte, kam er auf der Position des Liberos ab der Saison 1990/91 häufiger und regelmäßiger zum Einsatz. Am 13. September 1991, dem 9. Spieltag der Saison 1991/92, erzielte er für Karlsruhe beim 2:1-Sieg gegen den FC Hansa Rostock seinen ersten und einzigen Bundesligatreffer. Unter Trainer Winfried Schäfer war Wittwer Teil der erfolgreichsten Karlsruher Mannschaft in der Vereinsgeschichte und konnte sich mit dem Verein zwischen 1993 und 1998 regelmäßig für die internationalen Wettbewerbe qualifizieren, in der Saison 1993/94 erreichte der KSC das Halbfinale des UEFA-Cups. Beim Wunder vom Wildpark, dem sensationellen 7:0-Sieg gegen den FC Valencia, stand auch Wittwer auf dem Platz. 1996 erreichte er mit Karlsruhe das DFB-Pokalfinale. 
Wittwer blieb dem KSC auch nach dem überraschenden Abstieg 1997/98 in die Zweite Bundesliga treu, auch wenn er nur zu zwei Zweitligaeinsätzen kam. Von 1998 bis 2000 kam er noch für die zweite Mannschaft des KSC zum Einsatz. Der Libero bestritt insgesamt 145 Erstligapartien (1 Tor) und zwei Spiele in der 2. Liga für den KSC.  
In der Saison 2000/01 wechselte Wittwer zum FC Nöttingen in die Verbandsliga und stieg dort 2002 in die Oberliga Baden-Württemberg auf. 2004 erfolgte der Aufstieg in die Regionalliga Süd. Er war in Nöttingen als Spielertrainer tätig. 

### Trainer
Zur Saison 2005/06 wechselte er als Co-Trainer zu den Amateuren des KSC. Vom 5. April 2007 bis zum 21. April 2007 spielte Michael Wittwer wieder in der Oberligamannschaft des FC Nöttingen, um diesen vor dem drohenden Abstieg zu retten. Jedoch konnte er auf Grund einer Verletzung nur vier Spiele bestreiten.
Wittwer betreute in der Saison 2009/10 die U-18 des Karlsruher SC, zur Saison 2010/11 übernahm er das Traineramt des Oberligisten FC Nöttingen, von dem er im April 2016 zurücktrat. Wittwer war nach seinem Rücktritt weiter beim FC Nöttingen tätig. Nach dem Rücktritt seines Nachfolgers Dubravko Kolinger nach der Saison 2017/2018, übernahm Wittwer wieder das Traineramt beim FC Nöttingen.

## Persönliches
Seine Ehefrau Sabine Wittwer singt im Duett mit der Band die Condors die offizielle Vereins-Hymne des Karlsruher SC Für immer KSC.